# إدواردو وايس
إدواردو وايس (بالإيطالية: Edoardo Weiss)‏ هو محلل نفساني وطبيب نفسي إيطالي، ولد في 21 سبتمبر 1889 في ترييستي في إيطاليا، وتوفي في 14 ديسمبر 1970 في شيكاغو في الولايات المتحدة.